# Catopithecus
 Catopithecus  ist eine ausgestorbene Gattung der Primaten, die vor rund 30 Millionen Jahren im Gebiet der heutigen Fossillagerstätte Fayyum in Ägypten vorkam. Die ersten Fossilien der Gattung – ein teilweise erhaltener Unterkiefer, Bruchstücke eines Schädels und mehrere einzelne Zähne – wurden Ende 1987 geborgen und 1989 von Elwyn L. Simons zur neu benannten, bislang einzigen Art der Gattung,  Catopithecus browni,  gestellt.

## Namensgebung
Catopithecus ist ein Kunstwort. Die Bezeichnung der Gattung ist abgeleitet aus den griechischen Wörtern κάτω (altgriechisch gesprochen káto, „unter“) und πίθηκος (gesprochen píthēkos, „Affe“). Catopithecus bedeutet somit sinngemäß „unterer Affe“, „unter den stammesgeschichtlich jüngeren Affen stehend“. Das Epitheton der bislang einzigen wissenschaftlich beschriebenen Art, Catopithecus browni, ehrt den Entdecker der ersten, 1987 geborgenen Fossilien von Catopithecus, Mark Brown aus Baltimore.

## Erstbeschreibung
Der Erstbeschreibung von Gattung und Typusart liegt als Holotypus das Fossil mit der Sammlungsnummer CGM 41885 zugrunde, das Fragment eines kleinen, rechten Unterkiefers mit teilweise erhaltenem Unterkieferast (Ramus mandibulae) und in den  Zahnfächern sitzenden Molaren M1 bis M3 sowie den Prämolaren P3 und P4; ferner sind von den Frontzähnen die Zahnfächer des Eckzahns und der beiden Schneidezähne (I1 und I2) erhalten. Gestützt wurde die Erstbeschreibung zudem durch das Fossil DPC 8772 (Teile eines zerdrückten Schädels) und mehrere einzelne Zähne. Catopithecus unterscheide sich von Oligopithecus und Proteopithecus vor allem durch die Anordnung und die Höhe der Zahnhöcker, zudem seien die Zähne von Proteopithecus rund 15 Prozent kleiner als die Zähne von Catopithecus, dessen Zähne wiederum rund 20 Prozent kleiner sind als die Zähne von Oligopithecus, den Elwyn L. Simons 1962 erstmals wissenschaftlich beschrieben hatte.
Sowohl Catopithecus als auch Proteopithecus, deren Erstbeschreibung in derselben Fachveröffentlichung erschien, wurden als direkte Vorfahren oder zumindest nahe Verwandte der direkten Vorfahren aller „Höheren Primaten“, das heißt der Neuweltaffen und die Altweltaffen, interpretiert. Der Erstbeschreiber Elwyn L. Simons verwies Catopithecus und Proteopithecus gemeinsam innerhalb der Familie der Propliopithecidae in die Unterfamilie der Oligopithecinae. Neuere Untersuchungen sehen die Oligopithecinae als eigenständige Familie an. Allerdings gehört von den beiden 1989 beschriebenen Primaten Catopithecus und Proteopithecus nur ersterer zu den Oligopithecidae, während letzterer der eigenständigen Familie der Proteopithecidae zugewiesen wurde. Die Oligopithecidae bilden wie die Propliopithecidae eine Stammgruppe der heutigen Altweltaffen, stehen aber etwas basaler, während die Proteopithecidae in die unmittelbare äußere Verwandtschaft eingeordnet werden. Die Fossilien beider Arten und zusätzlich von Oligopithecus stammen aus der Gebel-Qatrani-Formation des Fayyum, die vom ausgehenden Oberen Eozän bis in das Untere Oligozän datiert mit Alterswerten von 34 bis 29,5 Millionen Jahren. Dabei kamen sowohl Catopithecus als auch Proteopithecus an der Fundstelle L-41 zu Tage, die im untersten Abschnitt der Gesteinseinheit liegt und somit noch dem ausgehenden Oberen Eozän angehört. Oligopithecus hingegen ist mit seiner Herkunft aus der stratigraphisch höher gelegenen Fundlokalität E etwas jünger.

## Weitere Funde
1988 wurde in Fayyum ein weiterer Schädel entdeckt, in den folgenden Jahren kam es zu mehr als einem Dutzend Funden von teilweise erhaltenen Schädeln, Unterkiefern und einzelnen Zähnen. 1996 wurde von Elwyn L. Simons ein kleiner, weitgehend erhaltener Schädel von Catopithecus browni wissenschaftlich beschrieben, dessen Besitzer annähernd die Körpergröße eines heute lebenden Krallenaffen besaß. Die Merkmale des Schädels wurden als Bestätigung der früheren Hypothese bewertet, die Gattung gehöre zum Formenkreis der frühesten „Höheren Primaten“.
Das Körpergewicht von Catopithecus browni wird auf ca. 600–900 Gramm geschätzt (zum Vergleich: Proteopithecus sylviae rund 500 Gramm, Oligopithecus savagei ca. 700–1000 Gramm). Das Habitat der Gattung war – belegt durch Fossilien anderer Arten aus den gleichen Fundstellen – vermutlich ein feucht-warmes Waldgebiet.
Eine genaue Analyse der Bezahnung von Catopithecus browni erbrachte Hinweise, dass die Art einen ausgeprägten Sexualdimorphismus der Eckzähne aufwies. Der Größenunterschied lege nahe, heißt es in einer Studie, dass sowohl Catopithecus als auch Proteopithecus in sozialen Gruppen mit einem polygynen Paarungssystem und einem intensiven Wettbewerb zwischen den männlichen Individuen lebten.

## Belege
1. 1 2  Elwyn L. Simons: Description of two genera and species of late Eocene Anthropoidea from Egypt. In: PNAS. Band 86, Nr. 24, 1989, S. 9956–9960, doi:10.1073/pnas.86.24.9956.
2. ↑  Erik R. Seiffert, Elwyn L. Simons, William C. Clyde, James B. Rossie, Yousry Attia, Thomas M. Bown, Prithijit Chatrath und Mark E. Mathison: Basal Anthropoids from Egypt and the Antiquity of Africa’s Higher Primate Radiation. In: Science. Band 310, 2005, S. 300–304, doi:10.1126/science.1116569.
3. ↑  Eric R. Seiffert: Early Primate Evolution in Afro-Arabi. In: Evolutionary Anthropology. Band 21, 2012, S. 239–253, doi:10.1002/evan.21335.
4. ↑  Erik R. Seiffert: Revised age estimates for the later Paleogene mammal faunas of Egypt and Oman. In: PNAS. Band 103, Nr. 13, 2006, S. 5000–5005, doi:10.1073/pnas.0600689103.
5. ↑  Laurent Marivaux, Francisco R. Negri, Pierre-Olivier Antoine, Narla S. Stutz, Fabien L. Condamine, Leonardo Kerber, François Pujos, Roberto Ventura Santos, André M. V. Alvim, Annie S. Hsiou, Marcos C. Bissaro Jr., Karen Adami-Rodrigues und Ana Maria Ribeiro: An eosimiid primate of South Asian affinities in the Paleogene of Western Amazonia and the origin of New World monkeys. In: PNAS. Band 120, Nr. 28, 2023, Artikel-Nr.: e2301338120, doi:10.1073/pnas.2301338120.
6. ↑   Elwyn L. Simons: Discovery of the oldest known anthropoidean skull from the paleogene of Egypt. In: Science. Band 247, Nr. 4950, 1990, S. 1567–1569, doi:10.1126/science.2108499.
7. ↑   Elwyn L. Simons und D. Tab Rasmussen: Skull of Catopithecus browni, an early tertiary catarrhine. In: American Journal of Physical Anthropology. Band 100, Nr. 2, 1996, S. 261–292, doi:10.1002/(SICI)1096-8644(199606)100:2<261::AID-AJPA7>3.0.CO;2-%23.
8. ↑   Elwyn L. Simons: Skulls and anterior teeth of Catopithecus (primates:Anthropoidea) from the Eocene and anthropoid origins. In: Science. Band 268, Nr. 5219, 1995, S. 1885–1888, doi:10.1126/science.7604261.
9. ↑   D. Tab Rasmussen und Elwyn L. Simons: Paleobiology of the oligopithecines, the earliest known anthropoid primates. In: International Journal of Primatology. Band 13, Artikel-Nr.: 477, 1992, doi:10.1007/BF02547829.
10. ↑  Elwyn L. Simons, J. Michael Plavcan und John G. Fleagle: Canine sexual dimorphism in Egyptian Eocene anthropoid primates: Catopithecus and Proteopithecus. In: PNAS. Band 96, Nr. 5, 1999, S. 2559–2562, doi:10.1073/pnas.96.5.2559.